# Городиско
Городиско (укр. Городисько) — село в Добромильской городской общине Самборского района Львовской области Украины.
Население по переписи 2001 года составляло 131 человек. Занимает площадь 0,33 км². Почтовый индекс — 82022. Телефонный код — 3238.